# 列印螢幕

102鍵中的位置

列印螢幕（英語：Print Screen，有时缩写为或），是在普通的105/106键的键盘上的一个按键，也是Microsoft Windows作業系統相容電腦或便攜型電腦上的一個按鍵，其位置約略可參見右圖。

## 用法

### 用法一
在早期的基于文本方式和命令行的操作系统（例如MS-DOS）中，PrtSc的功能是将屏幕上的整個畫面傳送標準打印機列印。

### 用法二
而在现在的操作系统中它的含义有所不同，当你在图形化的操作系统中按下这个按键时（即截屏），系统会自动将当前屏幕所显示的内容作为一幅位图图像暫存在隨機處理記憶體中，此时，你可以打开任何一个能够读取記憶體的软件（如小畫家、Photoshop、或WORD、POWERPOINT等等），並貼上（Ctrl+V）该图像，你就可以編輯當時的截圖。另外，在一些基於Linux的系統中，該按鍵有直接截圖並存檔的功能。
在Microsoft Windows系统中，若和Alt配合，亦可截取活动窗口或对话框。
在某些键盘上，该键会与系统请求键（System Request，缩写为）放在一起，但在Windows中没有启用这个命令。在基于Linux的系统中则可以用来激活Magic SysRq key。